# آبشار ادیسا
آبشار ادیسا (به لاتین: Edessa Waterfalls) یک پارک شهری و آبشار در یونان است. آبشار ادیسا ۰٬۱ کیلومتر مربع مساحت دارد.